# Monocoila holmgrenii
Monocoila holmgrenii är en stekelart som först beskrevs av Dalla Torre 1898.  Monocoila holmgrenii ingår i släktet Monocoila och familjen bracksteklar. Inga underarter finns listade i Catalogue of Life.